# Filante (re dei Driopi)
Filante  (in greco antico Φύλας) è un personaggio della mitologia greca ed uno dei re dei Driopi. Il suo nome è legato alle gesta di Eracle.

## Mitologia
Decise, alla guida del suo esercito, di attaccare il tempio di Delfi non sapendo che così sarebbe andato incontro alla furia di Eracle il figlio di Zeus e durante la lotta lo stesso Re trovò la morte.
Tutti i soldati del suo esercito vennero catturati e una volta giunti innanzi all'oracolo della città vennero offerti alla divinità protettrice (Apollo), altra sorte toccò ai soldati secondo pareri di altri mitografi.
Eracle pretese come risarcimento la figlia di Filante (Meda) e da questa ebbe Antioco il quale fu padre di un figlio chiamato anche lui Filante.